# Paul de Saint-Victor
Pour les articles homonymes, voir Saint-Victor.
Paul Jacques Raimond Binsse de Saint-Victor, plus connu sous le nom de Paul de Saint-Victor, est un essayiste et critique littéraire français, né le 11 juillet 1825 à Paris où il est mort le 9 juillet 1881. Il repose au cimetière du Père Lachaise (division 9), à Paris. 

## Biographie
Fils du poète Jacques Bins comte de Saint-Victor, il cessera d’utiliser le titre de comte conformément à ses principes démocratiques. Après des études au collège de Fribourg puis à Rome, il revient à Paris et devient secrétaire de Lamartine. Il entame une carrière de critique littéraire en 1851 dans le journal Le Pays, puis succède à Théophile Gautier comme critique dramatique dans le journal La Presse en 1855. Il entre à La Liberté en 1866, avant de rejoindre Le Moniteur universel en 1869 qu'il ne quittera plus.
En 1870, aux derniers jours du Second Empire, il est nommé inspecteur général des Beaux-Arts.
Presque toutes les œuvres de Saint-Victor se composent d’articles d'histoire et de littérature, réunis dans le recueil intitulé Hommes et dieux (1867). Sa mort a interrompu la publication des Deux Masques, dans lequel il voulait couvrir la Tragédie et la Comédie des temps modernes et anciens. L’esprit critique de Saint-Victor était considérable, mais parfois mêlé d'esprit partisan. Son style devait beaucoup à Théophile Gautier qui a dit de lui que "les métaphores se suivent et se déduisent, les phrases sont étincelantes et coupées à angle vif, jetant des bluettes de toutes couleurs".
Il eut une relation avec Lia Félix, la sœur de la célèbre actrice Rachel. Le couple eut une fille le 26 octobre 1860, Claire, dont Edmond de Goncourt fut le parrain.

## Décorations

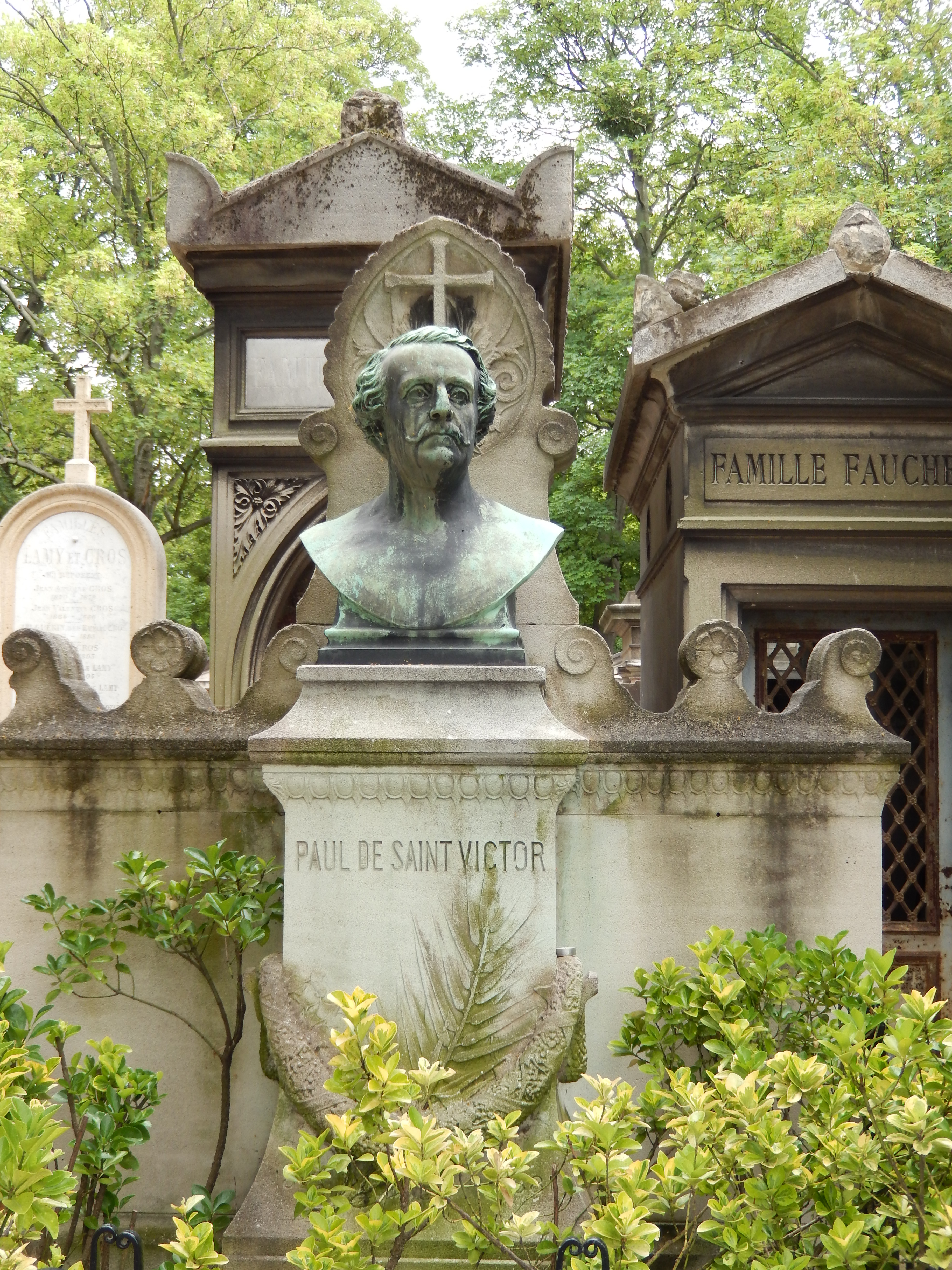
Tombe de Paul de Saint Victor (cimetière du Père Lachaise, division 9)

- Officier de la Légion d'honneur (1879)[5]

## Principales publications
- Hommes et dieux, études d'histoire et de littérature, 1867 Texte en ligne
- Barbares et Bandits. La Prusse et la Commune, 1871 Texte en ligne 1
- Les Deux Masques : tragédie, comédie, 3 vol., 1880-1884 Texte en ligne 1 2 3

- Victor Hugo, 1884.
- Anciens et modernes, 1886.
- Le Théâtre contemporain : Émile Augier, Alexandre Dumas fils, 1889.

## Source
- (en) « Paul de Saint-Victor », dans Encyclopædia Britannica [détail de l’édition], 1911 (lire sur Wikisource).